# 1088
سنة 1088 كانت سنة كبيسة تبدأ يوم السبت (الرابط يظهر نموذج التقويم الكامل للسنة) من التقويم اليولياني.

## مواليد
- ابن العريف.
- إيرين المجرية.

## وفيات
- الخواجة عبد الله الأنصاري.